# Хакимова, Малика Хакимовна
Малика Хакимовна Хакимова (узб. Malika Xakimovna Xakimova; 24 января 1996 года, Навои, Навоийская область, Узбекистан) — узбекская фехтовальщица-шпажистка, мастер спорта Узбекистана международного класса, член сборной Узбекистана. Участница Летних Олимпийских игр 2020.

## Карьера
С 10 лет стала заниматься фехтованием в спортивном клубе «Согдиана» города Навои под руководством Руслана Кудаева. С 2011 года в составе сборной Узбекистана.
В 2013 году на Чемпионате Азии по фехтованию среди кадетов в Бангкоке (Таиланд) в личном первенстве завоевала золотую медаль. В 2015 году на Чемпионате Азии по фехтованию среди юниоров в Абу-Даби (ОАЭ) в личном первенстве завоевала золотую медаль.
В 2018 году выиграла Кубок Узбекистана по фехтованию в индивидуальной шпаге, а также выиграла Чемпионат Узбекистана. В этом же году окончила Узбекский государственный университет физической культуры.
В 2019 году выиграла бронзовую медаль на международном турнире по фехтованию Сателит в Ташкенте (Узбекистан). В этом же году завоевала золотую медаль на Чемпионате Центральной Азии по фехтованию, который также проходил в Ташкенте.
В марте 2021 года после выступления на заключительном отборочном этапе Кубке мира по фехтованию в Казани (Россия), смогла набрать нужное количество очков и получить прямую лицензию на Летние Олимпийские игры 2020.
На XXXII Летних Олимпийских играх в Токио (Япония) в первом круге соревнований по индивидуальной шпаге встретилась с серебряной призёром Летних Олимпийских игр 2016 китаянкой Сунь Ивэнь и проиграла со счётом 10:15.